# Ancienne école communale des filles de Koekelberg
L'ancienne école communale des filles de Koekelberg, appelée aujourd'hui « Espace Herkoliers » ou « Atelier 35 », est une école de style Art nouveau édifiée aux numéros 35 et 37 de la rue Herkoliers à Koekelberg, Bruxelles. Elle a été édifiée par l'architecte Henri Jacobs et décorée par Adolphe Crespin.

## Historique
L'école fut édifiée en 1907 par Henri Jacobs,, protagoniste de l'Art nouveau bruxellois qui fut l'auteur d'une quinzaine d'écoles dans la région bruxelloise.
Les sgraffites furent réalisés par Adolphe Crespin en 1909. Ceux du préau couvert sont signés et datés « Crespin 09 » alors que ceux qui ornent les façades ne le sont pas : leur attribution à Crespin n'est donc pas établie avec certitude.
Un sablage des façades effectué par la commune durant les années 1970 endommagea les sgraffites extérieurs : ceux-ci furent restaurés (ou plus exactement refaits à l'identique) en 1996. Les sgraffites intérieurs, quant à eux, furent restaurés en 1999-2001.
L'édifice fait l'objet d'un classement au titre des monuments historiques depuis le 25 septembre 2008 : ce classement concerne les façades, le préau couvert ainsi que le couloir qui y mène.

## Affectation
Après avoir été longtemps l'école communale des filles, le bâtiment a abrité l'institut communal d'enseignement technique Oscar Bossaert (ICETOB) jusqu'en 1998.
Le bâtiment est maintenant un espace communal polyvalent appelé « Espace Herkoliers » ou « Atelier 35 » abritant une garderie, des ateliers artistiques, une permanence juridique et fiscale, des formations, etc...

## Architecture

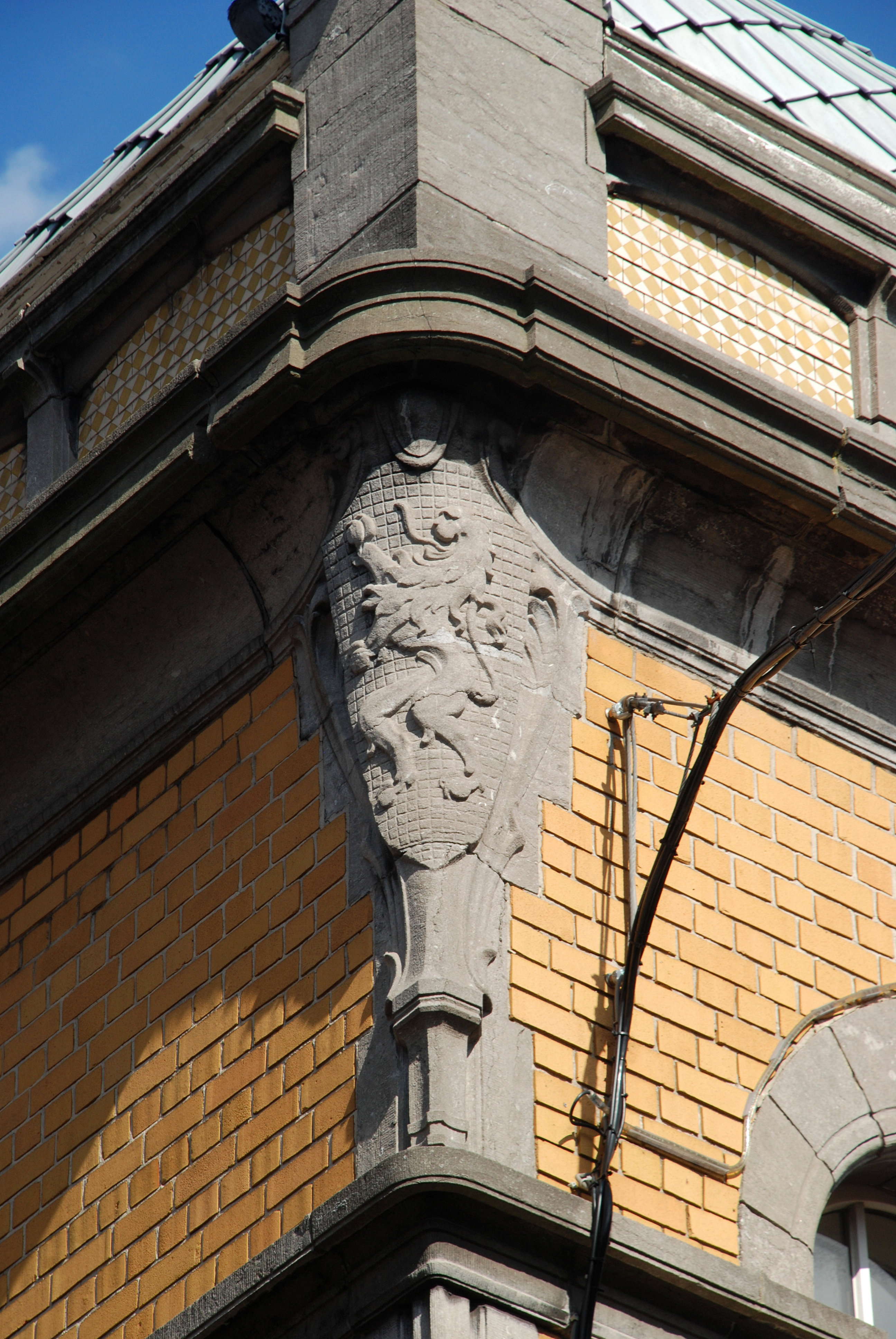
Le blason de la commune.

L'ancienne école communale des filles de Koekelberg se composait en fait de deux bâtiments : d'un côté, au n° 35, l'entrée de l'école et l'habitation du concierge, et de l'autre, au n° 37, l'habitation de la directrice.
Contrairement à l'école Rodenbach où les deux façades offrent un contraste marqué, la façade de l'école et celle de l'habitation de la directrice présentent ici une structure et des matériaux similaires.
Ces façades présentent une polychromie qui résulte de la combinaison de la brique jaune, de la pierre bleue et de nombreux sgraffites aux teintes blanches, rouges, orange et beiges.

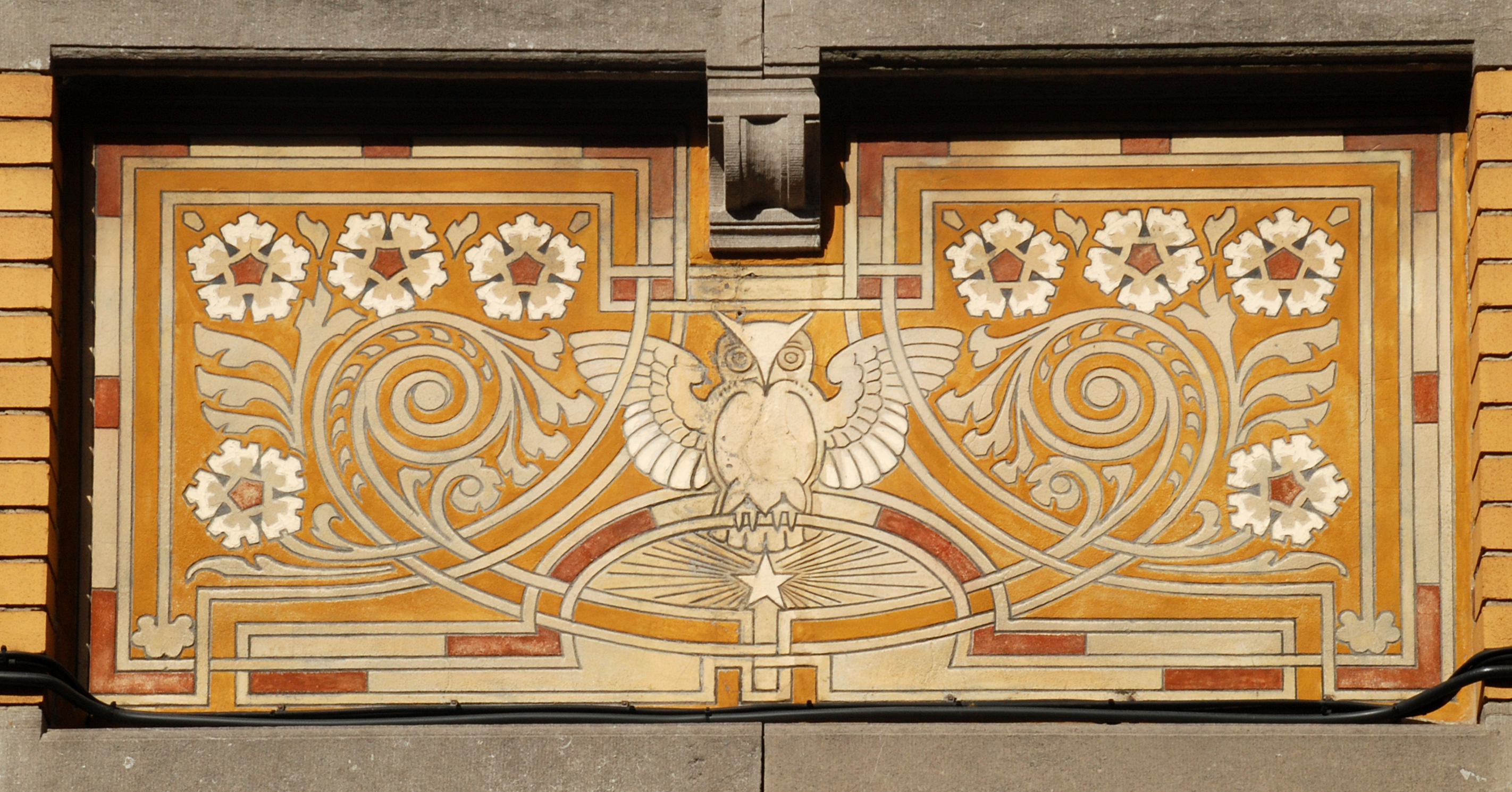
Le hibou, symbole de la connaissance.

### La façade de l'école
La façade de l'école (n° 35), composée de deux travées doubles, présente un soubassement de pierre bleue et une élévation en briques jaunes.
Encadrée de piédroits harpés en pierre bleue, la porte d'entrée en bois massif est surmontée d'un petit auvent en pierre dont les consoles mélangent harmonieusement Art nouveau floral et Art nouveau géométrique.
La travée de droite est occupée au rez-de-chaussée par la double fenêtre rectangulaire du logement du concierge.
La façade du premier étage est percée de deux couples de baies ogivales géminées, à réminiscence néogothique.
L'allège des fenêtres de droite est ornée d'un magnifique sgraffite figurant un hibou aux ailes déployées (symbole de la connaissance), surmontant une étoile et entouré de motifs floraux et végétaux stylisés : ce hibou était très dégradé avant la restauration de 1996 mais reconnaissable, contrairement à celui qui orne la façade de l'habitation de la directrice.
La façade se termine par une corniche courbe en pierre bleue dont l'angle est orné du blason de la commune, figurant un lion dressé.

### La façade de l'habitation de la directrice

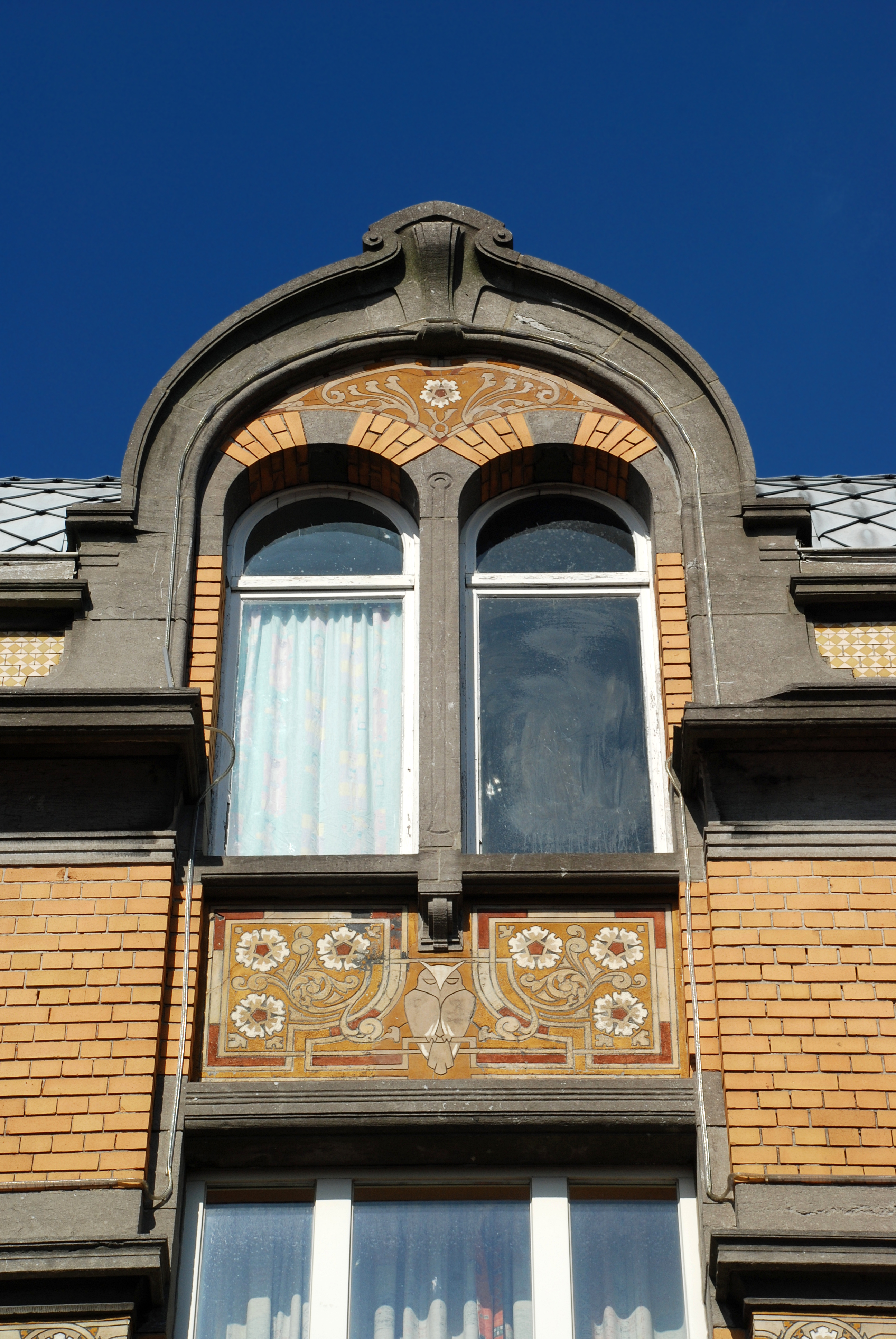
La lucarne de l'habitation de la directrice et ses sgraffites.

L'ancienne habitation de la directrice (n° 37) présente une façade assez semblable.
Cette façade présente un soubassement de pierre bleue et une élévation de trois travées réalisée en briques jaunes, la pierre bleue étant utilisée pour réaliser des bandes horizontales ainsi que des ornements au-dessus des fenêtres et de la porte.
Plus modeste que celle de l'école, la porte de l'habitation de la directrice est surmontée d'un linteau en pierre bleue rainurée et d'une imposte vitrée.
Au premier étage, les fenêtres des travées latérales présentent une allège ornée de briques blanches aux motifs peints et un arc en plein cintre réalisé en brique avec une clé d'arc en pierre bleue.
Cet étage est surmonté d'une lucarne passante percée de fenêtres cintrées géminées dont l'allège est orné d'un sgraffite figurant un hibou aux yeux fermés et aux ailes repliées, contrairement à celui qui orne l'autre façade. Ce sgraffite-ci était fortement dégradé avant la restauration de 1996 et le motif du hibou non reconnaissable : il a été conçu par les restaurateurs par analogie avec l'autre hibou. Les piédroits en pierre bleue supportent un magnifique arc cintré de style Art nouveau.

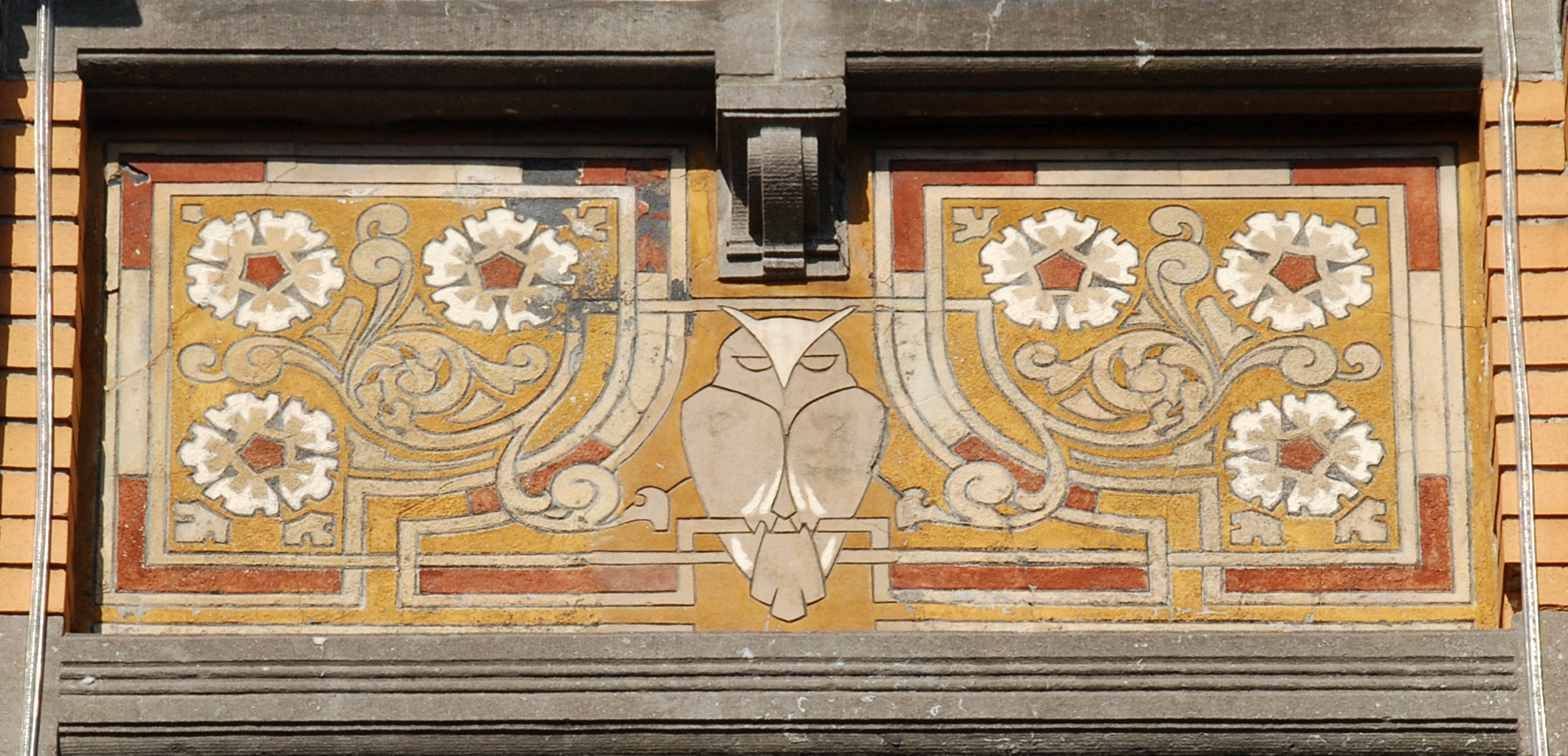
Le sgraffite au hibou de la façade de l'habitation de la directrice.

### Le préau couvert
Comme souvent chez Jacobs, toute l'école s'articule autour d'un vaste préau central couvert à structure métallique apparente.
Ce préau est orné d'une remarquable frise de sgraffites due au talent d'Adolphe Crespin évoquant les cinq continents et leur faune, :
- Océanie (kangourous, oiseau-lyre, buffle et autruches)
- Amérique (bisons et marmottes, mustangs, moutons et condor)
- Europe (ours, loups, cerfs, lièvre, abeilles)
- Asie (tigre, cobra, crocodile, rhinocéros, flamants roses, paon)
- Afrique (éléphants, autruches, lions, singes, perroquets)

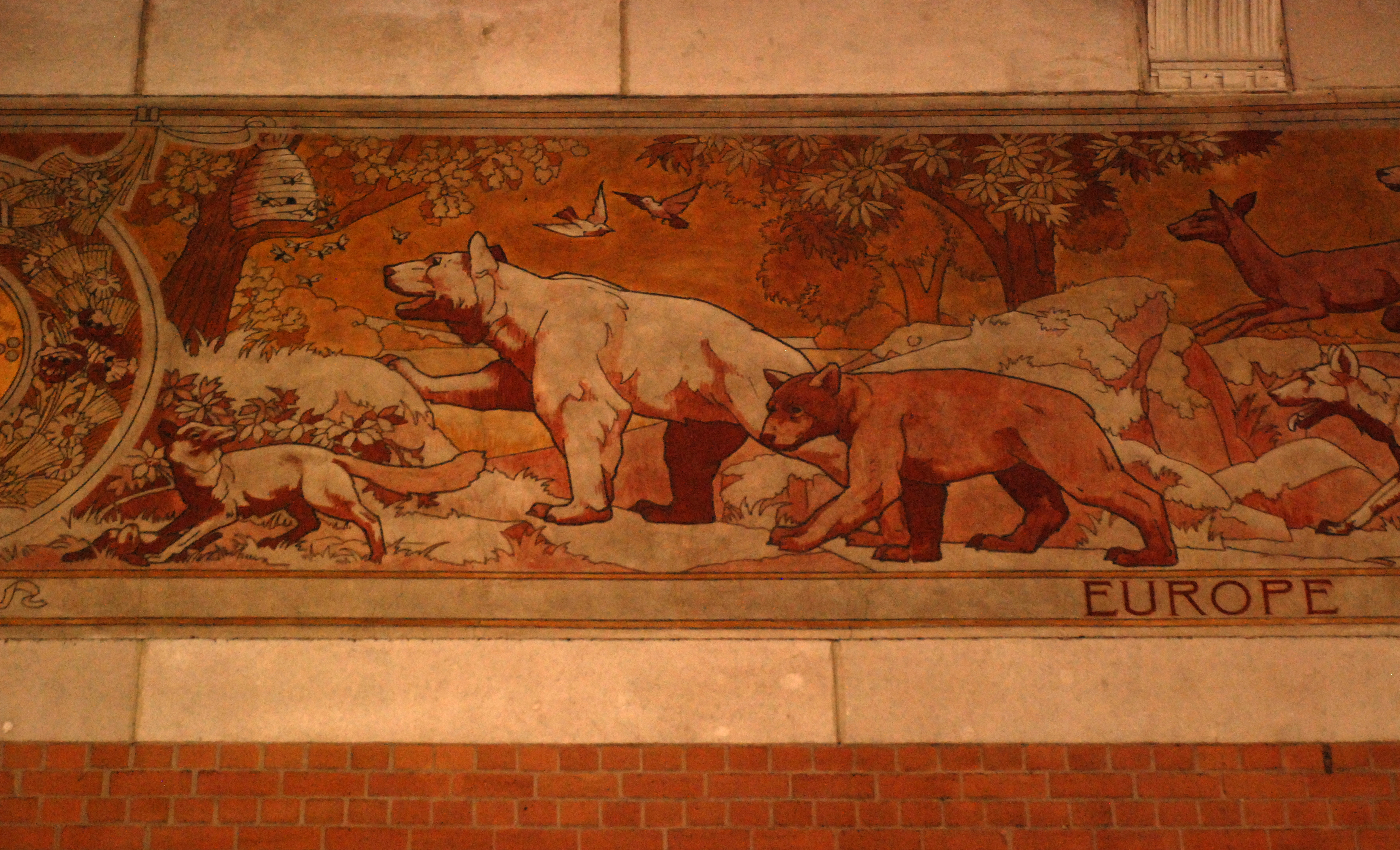
Europe (ours).
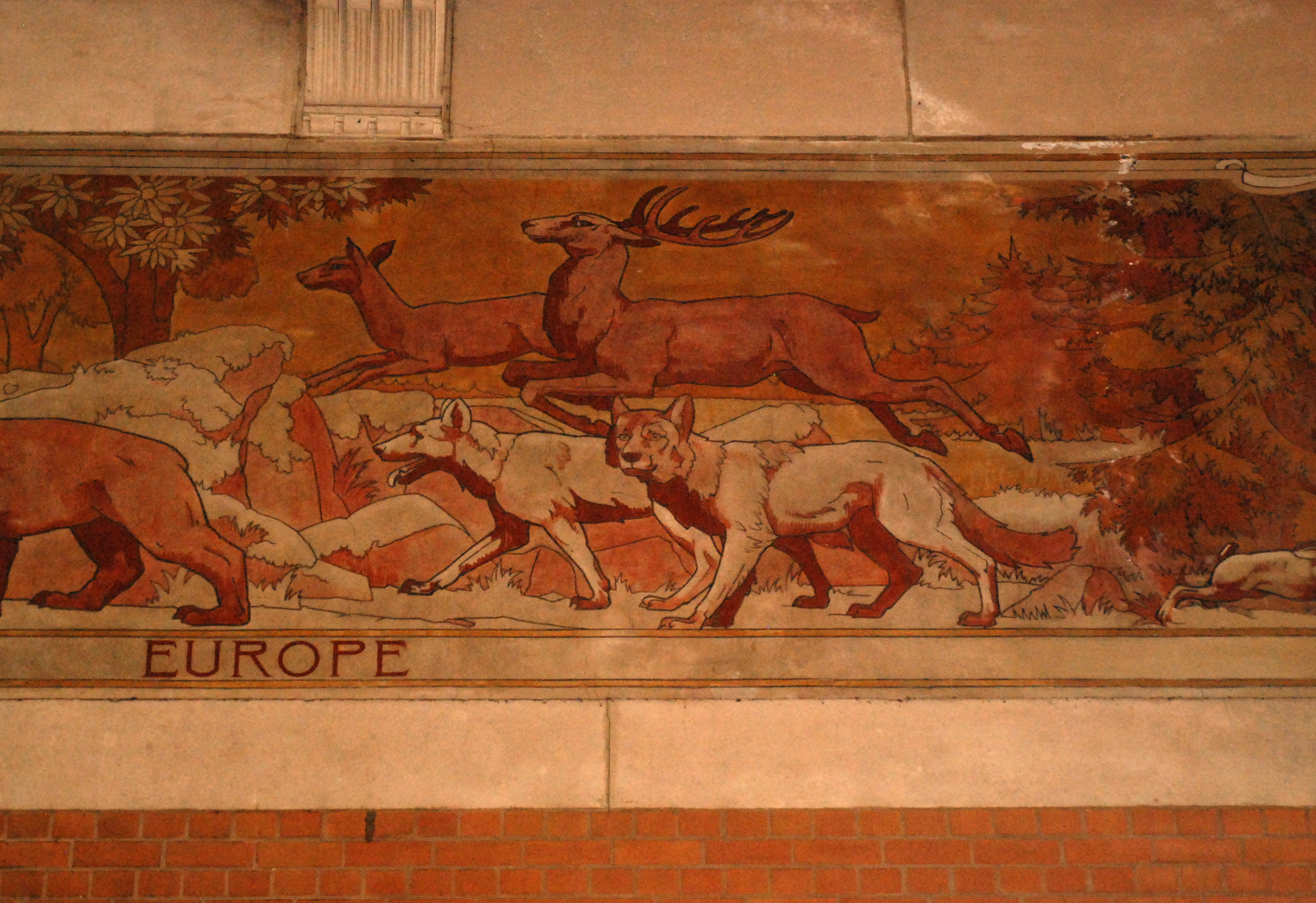
Europe (loups et cerfs).
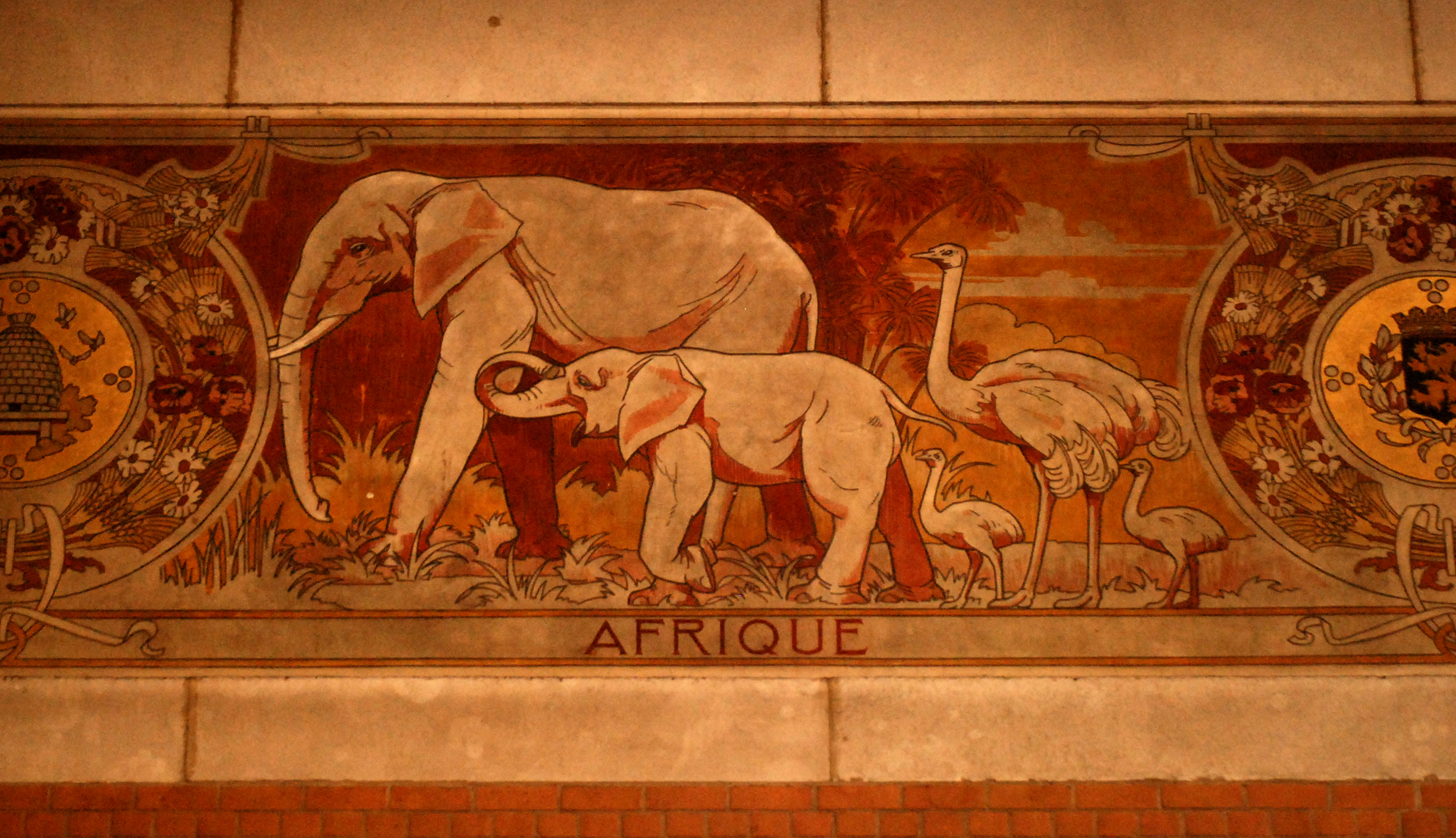
Afrique (éléphants).
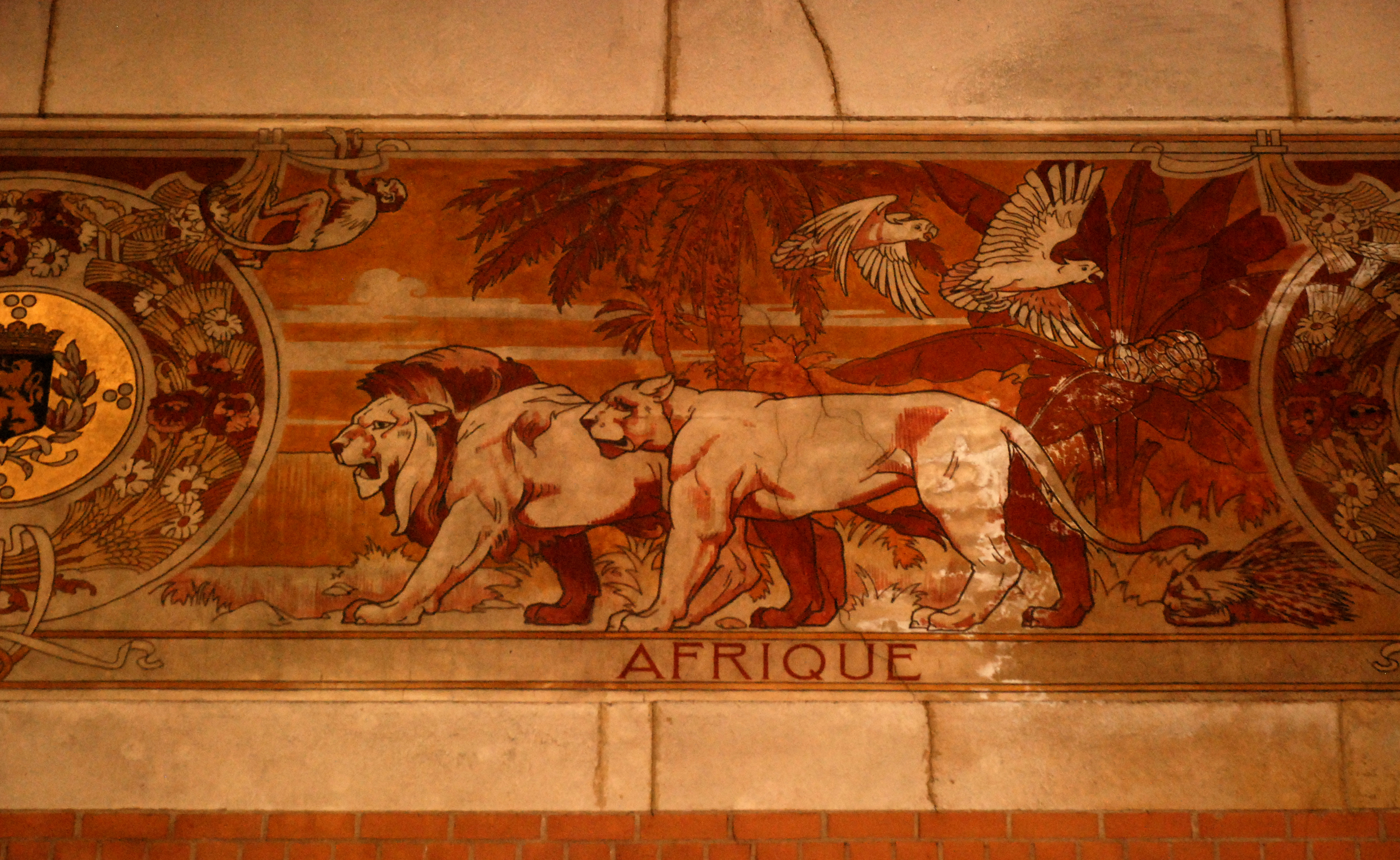
Afrique (lions).

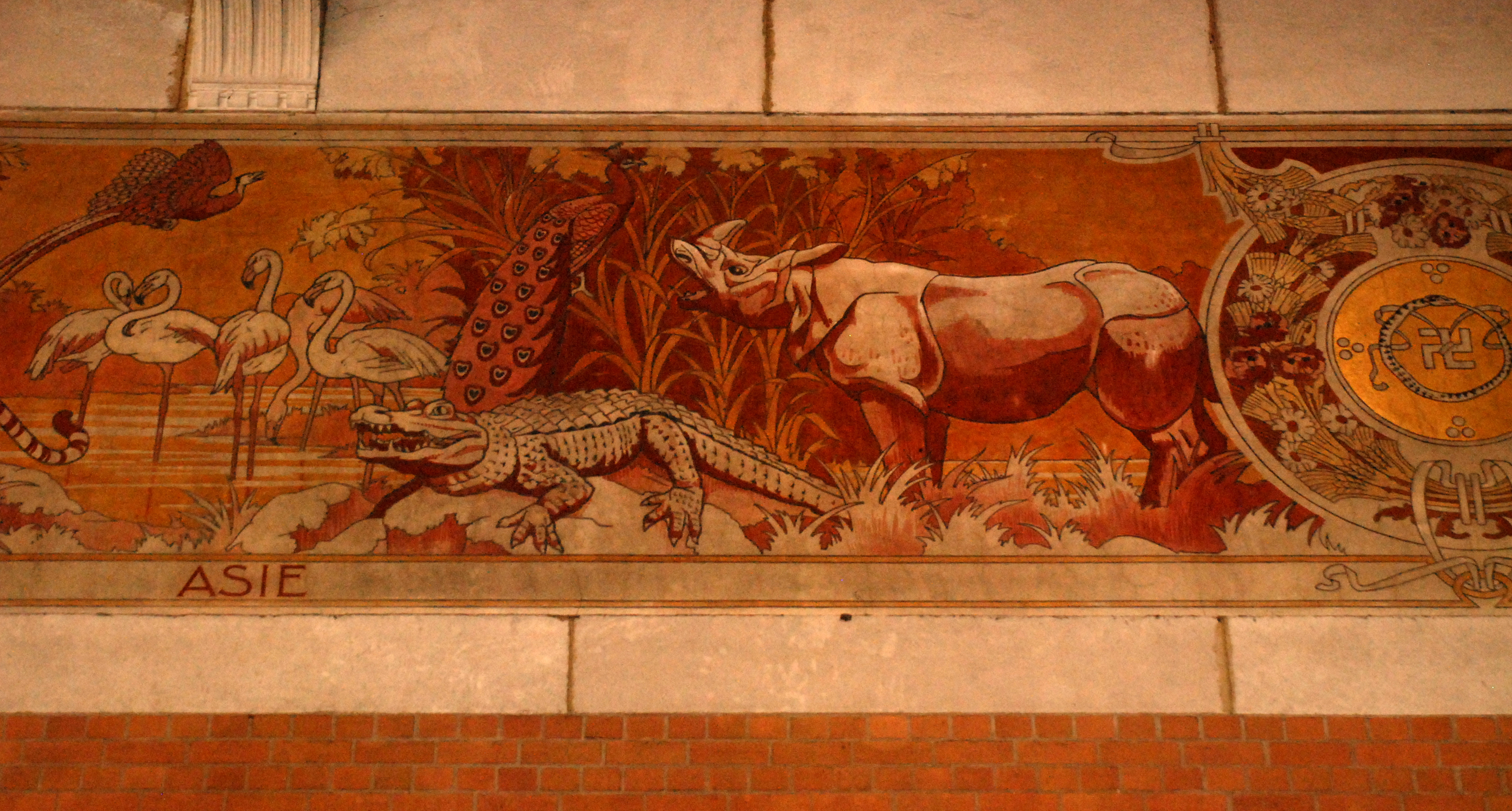
Asie.
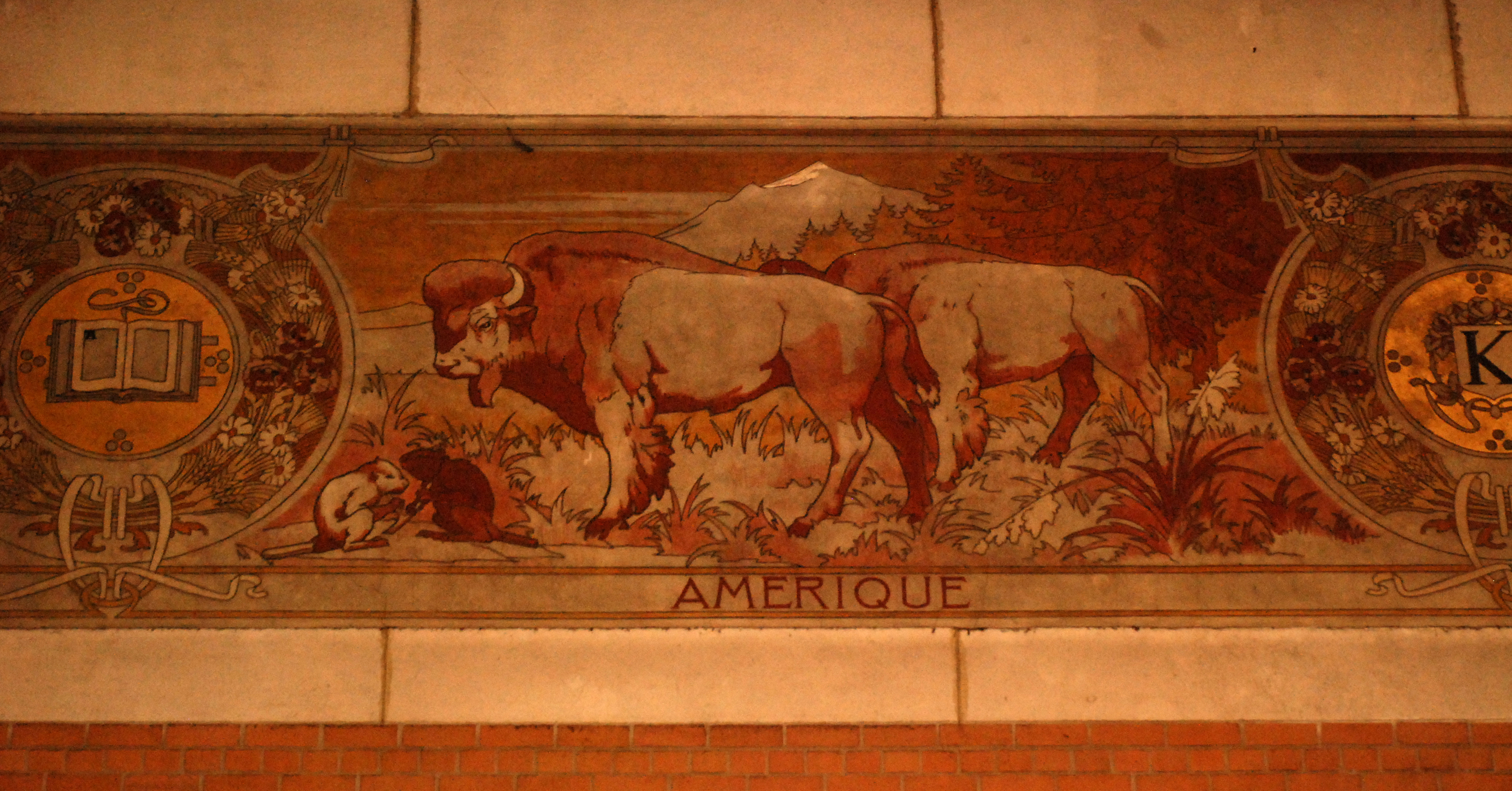
Amérique (bisons).
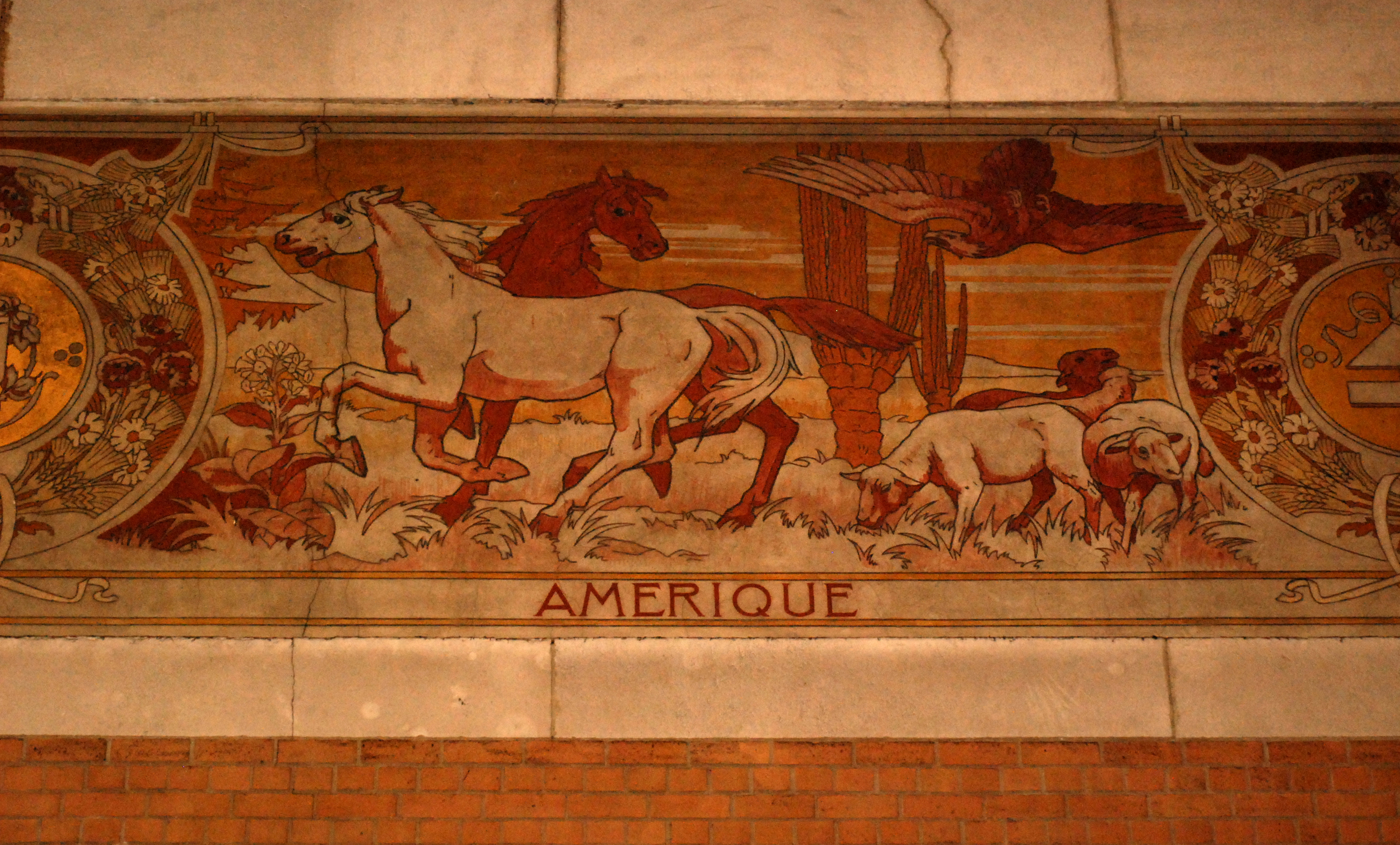
Amérique (chevaux).

Cette frise comporte également de nombreux symboles et allégories :
- monogramme et blason de Koekelberg
- triangle, équerre et fil à plomb (symboles francs-maçons)
- Sauvastika (Svastika lévogyre) et ouroboros
- ruche
- livre
- lampe à huile
- balance...

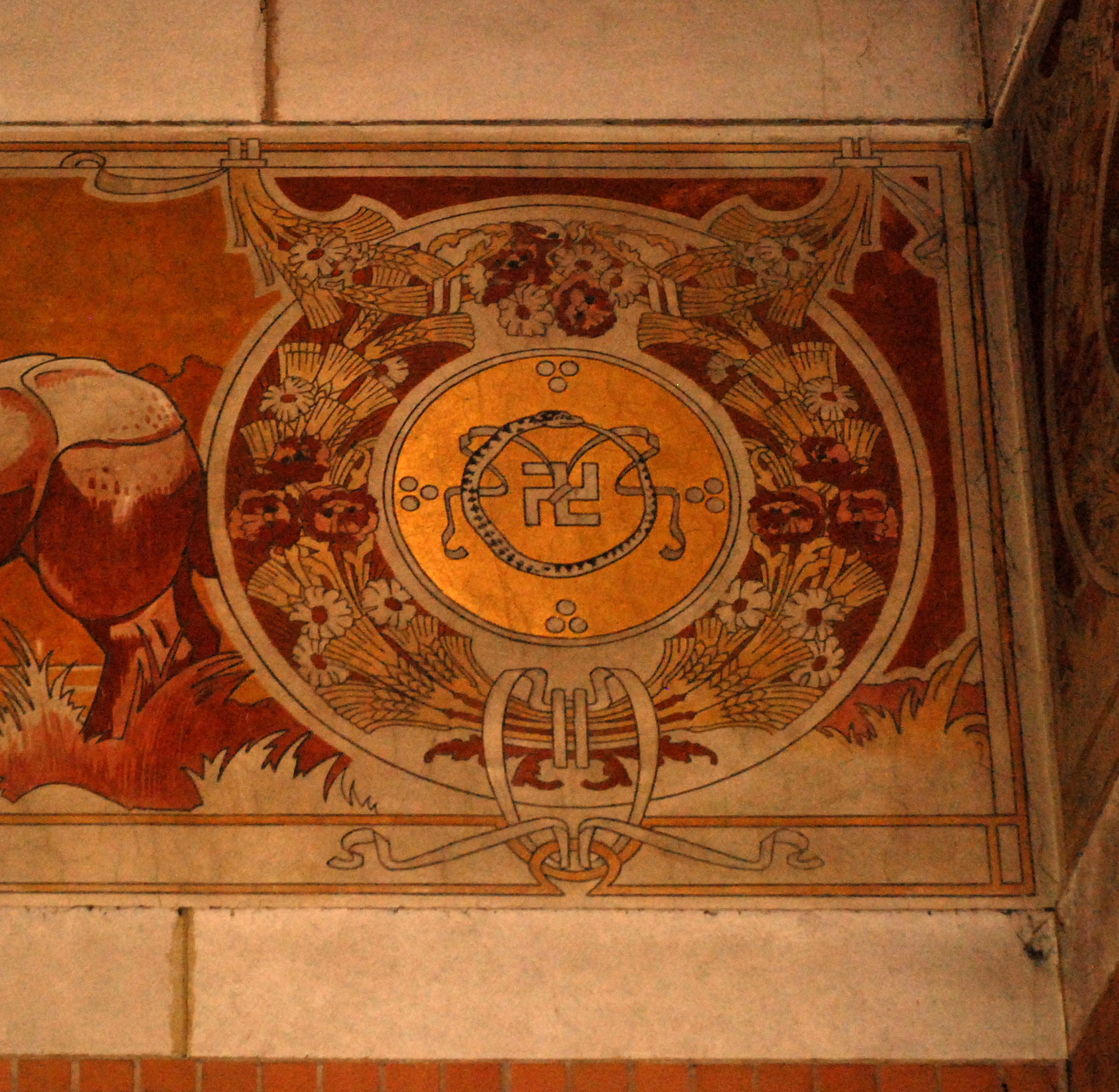
Svastika et ouroboros.
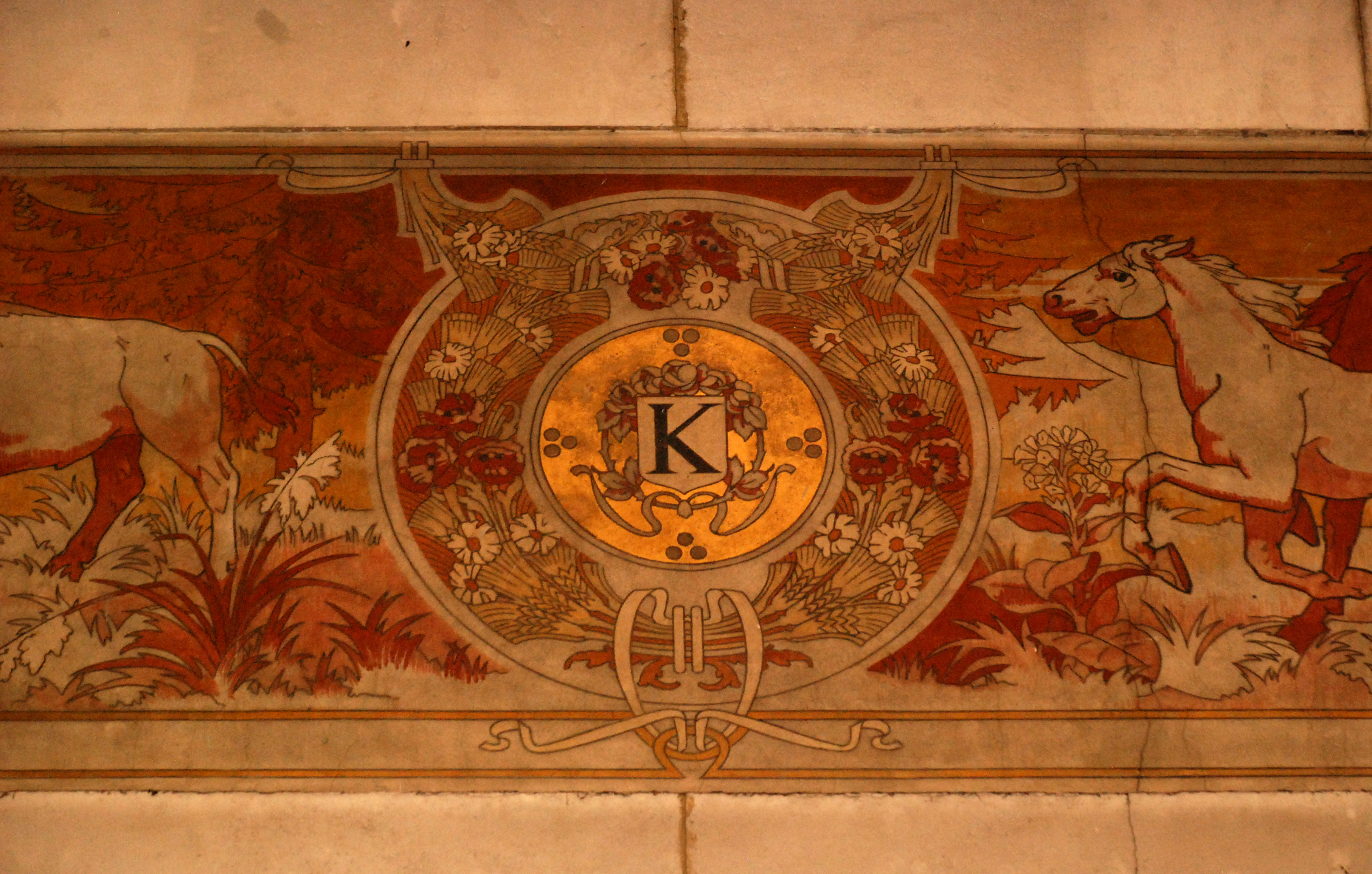
Monogramme de Koekelberg.
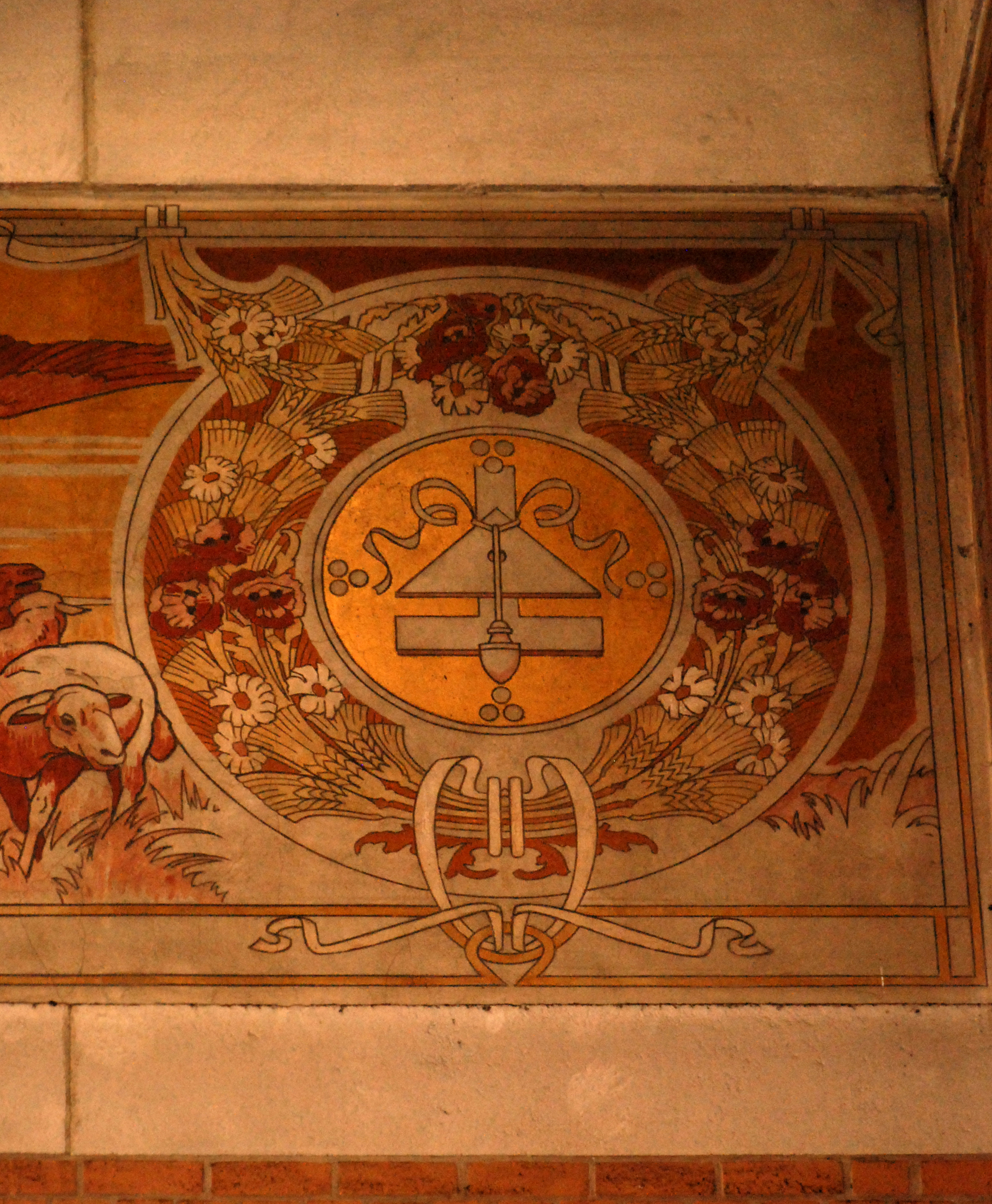
Symboles francs-maçons.